# Cubitalia morio
Cubitalia morio är en biart som först beskrevs av Heinrich Friese 1922.  Cubitalia morio ingår i släktet Cubitalia och familjen långtungebin. Inga underarter finns listade i Catalogue of Life.